# Christiane Hebold
Christiane Hebold detta Bobolina (Hohenthurm, 11 maggio 1966) è una cantante tedesca, nota soprattutto per aver fornito il controcanto alle canzoni dei Rammstein.

## Biografia
Figlia di un prete, a 13 anni fonda la sua prima girlband. Successivamente studia canto alla Hochschule für Musik Franz Liszt di Weimar.

### Bobo in White Wooden Houses

#### La prima formazione
Nel 1990 Bobolina fonda a Berlino la band rock Bobo In White Wooden Houses assieme al chitarrista Frank Heise (deceduto nel 1995). Nel 1990 la band vince il concorso per rockband di Lipsia divenendo la prima band di musica indie della Germania dell'Est a raggiungere una certa notorietà dopo la caduta del muro di Berlino.
Il primo album, dallo stesso nome della band, esce nel 1992. Ne seguirono altri due, fino alla morte di Heise.
Oltre a discreti piazzamenti nelle classifiche di vendite, (57º posto per Passing Stranger e 65º posto per Cosmic Ceiling), il gruppo ottiene anche una nomination per il video di Travel In My Mind agli MTV Euro-Video-Grand-Prix del 1995.

#### La seconda formazione
Con la sostituzione di tutti i membri della band, Bobo In The Wooden House torna sulle scene nel 2004 e pubblica due album.

### Collaborazione con i Rammstein
La collaborazione comincia da Engel (1997) contenuta nell'album Sehnsucht. Lavora in Mutter, collaborando all'ultima traccia, Nebel. In Rosenrot, del 2005, canta in una versione di Stirb nicht vor mir che non è stata inclusa nella edizione definitiva dell'album, poiché questa parte viene assegnata a Sharleen Spiteri dei Texas che registra la versione bilingue. Christiane è comunque presente nel sottofondo di quel pezzo.

## Discografia

### Bobo in White Wooden House

#### Album in studio
- 1992 – Bobo in White Wooden Houses
- 1993 – Passing Stranger
- 1995 – Cosmic Ceiling
- 2007 – Mental Radio
- 2010 – Transplant

#### Singoli
- 1991 – Wide Awake
- 1992 – Hole in Heaven
- 1993 – Tell Me One Good Reason Why
- 1993 – These Words Behind
- 1994 – Dreams
- 1995 – Travel in My Mind
- 1995 – Yellow Moon
- 1996 – Papercues
- 1996 – Black Hole Sun